# Brachypodium ramosum
Espèce
Brachypodium retusum, le Brachypode rameux, est une plante herbacée du genre Brachypodium et de la famille des Poacées.